# Dywizjon I/145
1/145 Polski Dywizjon Myśliwski Warszawski (fr. Groupe de Chasse Polonaise de Varsovie, GC 1/145) – pododdział lotnictwa myśliwskiego Polskich Sił Powietrznych we Francji.

## Lotnictwo myśliwskie we Francji
4 stycznia 1940 roku w polsko-francuskiej umowie lotniczej przewidziano organizację, na terytorium Republiki Francuskiej, dwóch polskich dywizjonów myśliwskich:
- I dywizjonu myśliwskiego warszawskiego – ppłk pil. Leopold Pamuła
- II dywizjonu myśliwskiego krakowsko-poznańskiego – mjr pil. Mieczysław Mümler[1]

W drugiej połowie stycznia, w związku z planami Wielkiej Brytanii i Francji wysłania korpusu ekspedycyjnego, który miał pomóc Finlandii w wojnie zimowej, toczącej się od 30 listopada 1939 po napaści ZSRR, ogłoszono ochotniczy nabór polskich lotników na pomoc Finlandii. Na apel zgłosiło się 150 lotników, wobec czego zdecydowano o utworzeniu III dywizjonu myśliwskiego, pod dowództwem mjr. pil. Józefa Kępińskiego

## Formowanie jednostki
Formowanie III dywizjonu myśliwskiego dęblińskiego rozpoczęto w Centrum Wyszkolenia Lotnictwa na lotnisku Bron pod Lyonem. Jednostkę nazywano nieoficjalnie „Dywizjonem Fińskim”. Dywizjon otrzymał do szkolenia samoloty Morane-Saulnier MS.406. W lutym jednostka rozpoczęła szkolenie na kilku samolotach Caudron CR.714, w które miała zostać uzbrojona po przybyciu do Finlandii. 12 marca 1940 Finlandia zawarła jednak rozejm z ZSRR i decyzja o skierowaniu polskiego dywizjonu stała się nieaktualna.
6 kwietnia 1940 francuskie Ministerstwo Lotnictwa wydało oficjalny rozkaz o sformowaniu pierwszego polskiego dywizjonu myśliwskiego, o numerze GC 1/145, co odzwierciedlało według francuskiego systemu pierwszy dywizjon przydzielony do bazy w Lyonie (Batalionu Lotniczego nr 145). 2 maja, na polski wniosek, nadano mu nazwę „Warszawski” (Groupe de Chasse Polonaise de Varsovie N° 1/145). W tym czasie jedynym zorganizowanym pododdziałem Polskich Sił Powietrznych był III Dywizjon Myśliwski Dębliński, w związku z powyższym został on przemianowany na 1/145 Polski Dywizjon Myśliwski Warszawski. 19 kwietnia podczas lądowania w katastrofie na Caudronie CR.715 zginął ppor. pil. Witold Dobrzyński. Dywizjon głównie używał do szkolenia samolotów MS.406, jednak w tym okresie nie miał własnych maszyn. W zakładanym terminie do 10 maja dywizjon osiągnął gotowość bojową.

## Udział w kampanii francuskiej
10 maja rozpoczęła się kampania francuska 1940. Tego dnia lotnisko Bron było dwukrotnie atakowane przez Luftwaffe. Dywizjon nie poniósł strat, ale miał do dyspozycji jedynie kilka samolotów MS.406 z bazy w Lyonie, na których wykonano tego dnia trzy starty kluczy alarmowych, bez walk. Wieczorem dywizjon przeniesiony został na lotnisko Mions pod Lyonem i rozpoczął służbę alarmową w obronie Lyonu, która jednak była nieskuteczna z uwagi na brak wczesnego uprzedzania o nalotach. 12 maja francuskie Ministerstwo Lotnictwa zdecydowało o wyposażeniu polskiej jednostki w samoloty Caudron CR.714. Pierwsze cztery otrzymał 17 maja, co zbiegło się z przebazowaniem w dniach 19-20 maja dywizjonu na lotnisko w Villacoublay pod Paryżem. Otrzymał tam dalsze samoloty tego typu, tak że 22 maja miał ich 20, a 26 maja 25. Polski dywizjon był jedyną jednostką wyposażoną w samoloty Caudron CR.714. 23 maja do dywizjonu został skierowany płk. Stefan Pawlikowski, poprzednio komendant CWL w Lyonie, co dzięki jego kontaktom we francuskim lotnictwie usprawniło pracę jednostki. 27 maja jednostka zakończyła szkolenie i podporządkowana została dowódcy 21 Zgrupowania Myśliwskiego. 2 czerwca dywizjon przebazowany został na lotnisko Dreux, 80 km na zachód od Paryża.
3 czerwca klucz w składzie: mjr de Marmier (dowódca), por. Czerwiński i ppor. Żukowski zaatakował trzy bombowce He 111. Polscy oficerowie zestrzelili na pewno dwie maszyny.
W tym samym czasie zapadła decyzja o zorganizowaniu klucza myśliwskiego (IX Klucz Kominowy (Jan)) przeznaczonego do obrony siedziby polskich władz państwowych (Rządu i Rady Narodowej) w Angers. Do składu klucza skierowanych zostało czterech pilotów: por. Robert Janota (dowódca), plut. Antoni Siudak, plut. Marian Wędzik i kpr. Jerzy Zieliński oraz plut. pil. Bronisław Malinowski i mechanicy z bazy Bron, a także plut. pil. Ludwik Lech z Klucza Kominowego kapitana Kazimierza Kuziana. Nowo powstały pododdział otrzymał cztery samoloty Bloch MB.152.
5 czerwca I eskadra współdziałała z GC I/1 majora Robilon, operując z lotniska Bretigny. Następnego dnia powróciła do Dreux.
8 czerwca pięciosamolotowy klucz pod dowództwem mjr. Kępińskiego w czasie patrolowania rejonu Rouen zaatakował około dwudziestu Bf 109. Ppor. Główczyński prawdopodobnie zestrzelił jedną maszynę wroga. Straty własne: jeden uszkodzony Caudron.
9 czerwca dywizjon przebazował się na lotnisko Bernay, około 50 kilometrów na południowy zachód od Rouen, na którym stacjonowały już dwa dywizjony francuskie: GC II/10 i GC III/10. Około godz. 14.00 dywizjon pod dowództwem mjr. Kępińskiego wystartował na patrol. Około godz. 15.00, w drodze powrotnej, nad miejscowością Vernon dywizjon zaatakował grupę około 25 Do 17 osłanianą przez około 20 Bf 109. Ppor. Główczyński i kpr. Parafiński zestrzelili na pewno po jednym Bf 109, a kpt. Wczelik jednego Do 17. Wspólne zwycięstwo nad jednym Bf 109 odnieśli ppor. Godlewski i kpr. Zaniewski. W walce zginęli: por. Jan Obuchowski, ppor. Lech Lachowicki-Czechowicz i kpr. Edward Uchto. Ranny został por. Julian Kowalski. Mjr Józef Kępiński oraz podporucznicy: Jerzy Godlewski, Bronisław Skibiński i Jerzy Czerniak zmuszeni byli lądować w przygodnym terenie. Łącznie dywizjon stracił czterech pilotów i siedem samolotów.
10 czerwca rano dywizjon przegrupował się z powrotem na lotnisko Dreux. Rzut powietrzny liczący 12 samolotów pod dowództwem mjr. de Marmier, w trakcie lotu do Dreux, zaatakował 15 Do 17 w osłonie około dziesięciu Bf 109. Ppor. Jerzy Czerniak zestrzelił na pewno dwa Dorniery, a ppor. Aleksander Żukowski i por. Tadeusz Czerwiński po jednym Do 17. Straty własne: jeden pilot – ciężko ranny dowódca dywizjonu szczęśliwie wylądował w przygodnym terenie i cztery samoloty, w tym jeden zniszczony, a pozostałe uszkodzone.
11 czerwca dywizjon wycofany został na lotnisko Sermaize, około 15 kilometrów na południowy zachód od Etamps, a dwa dni później na lotnisko w Châteauroux, gdzie otrzymał kilka samolotów Bloch MB.152. Dowództwo nad jednostką objął kpt. pil. Piotr Łaguna.
17 czerwca dywizjon skierowany został do Rochefort. Ośmiu pilotów pod dowództwem kpt. Wczelika przydzielonych zostało do GC I/1, a kolejnych ośmiu pod dowództwem por. Wilczewskiego do GC I/8. Oba francuskie dywizjony uzbrojone były w samoloty Dewoitine D.520.
18 czerwca klucz w składzie: st. chor. Delagay (dowódca), kpt. Wczelik i plut. Markiewicz zestrzelił samotnego He 111. Była to ostatnia walka powietrzna stoczona w kampanii francuskiej 1940.

## Ewakuacja do Wielkiej Brytanii
19 czerwca personel dywizjonu przewieziony został samochodami do portu La Rochelle, z którego w nocy odpłynął do Anglii.
Tradycje GC 1/145 kontynuował 302 dywizjon myśliwski Poznański, w którego pierwszym składzie znaleźli się kapitanowie Piotr Łaguna, Antoni Wczelik i Adam Jaworski, porucznicy Tadeusz Czerwiński, Julian Kowalski, podporucznicy Jerzy Czerniak, Czesław Główczyński i Aleksy Żukowski oraz plutonowi Antoni Markiewicz, Edward Paterek, Jan Palak, Antoni Siudak i Marian Wędzik.

## Tradycje
19 maja 1993 dziedzictwo tradycji 1/145 Polskiego Dywizjonu Myśliwskiego Warszawskiego przyjął 1 pułk lotnictwa myśliwskiego w Mińsku Mazowieckim.
Obecnie na terenie bazy lotniczej BA 721 Rochefort-Saint Agnant, leżącej w Rochefort (Charente-Maritime) i Saint-Agnant, znajduje się pomnik Dywizjonu zaprojektowany przez Jerzego Tepera.

## Personel dywizjonu
- dowódca – mjr pil. Józef Kępiński (CWL Nr 1 Dęblin, ciężko ranny 10 VI 1940)
- zastępca dowódcy – kpt. pil. Piotr Łaguna, od 10 VI 1940 p.o. dowódcy († 27 VI 1941)
- doradca francuski – mjr pil. Lionel Alexandre Pierre de Marmier
- oficer techniczny – kpt. inż. Adam Jaworski

| I eskadra | II eskadra |
| --- | --- |
| kpt. pil. Antoni Wczelik – dowódca (SPM Ułęż, † 14 IV 1942) por. pil. Jan Obuchowski (esk. trening. 3 plot., † 9 VI 1940) por. pil. Tadeusz Czerwiński (dowódca pl w SPL, † 22 VIII 1942) por. pil. Julian Kowalski ppor. pil. Marian Łukaszewicz (151 em, † 23 XI 1941) ppor. pil. Bronisław Skibiński (122 em) ppor. pil. Aleksy Żukowski († 18 X 1940) ppor. pil. Jerzy Czerniak (123 em, † 9 VIII 1941) ppor. pil. Jerzy Godlewski ppor. pil. Eugeniusz Fiedorczuk (pchor. SPL, † 15 VIII 1942) plut. pil. Lucjan Szempliński († 13 I 1944) plut. pil. Antoni Markiewicz (122 em) plut. pil. Marian Wędzik (SPM Ułęż) kpr. pil. Mieczysław Parafiński (122 em, † 26 II 1941) kpr. pil. Piotr Zaniewski (121 em) kpr. pil. Edward Uchto (122 em, † 9 VI 1940) | kpt. pil. Juliusz Frey – dowódca (114 em) por. pil. Wacław Wilczewski (142 em) por. pil. Zdzisław Zadroziński (162 em) por. pil. Robert Janota (161 em) ppor. pil. Witold Dobrzyński († 19 V 1940) ppor. pil. Witold Łanowski ppor. pil. Czesław Główczyński ppor. pil. Leon Jaugsch (142 em) ppor. pil. Lech Lachowicki-Czechowicz (141 em, † 9 VI 1940) ppor. pil. Bolesław Gładych (pchor. SPL) ppor. pil. Marian Szalewicz (114 em) plut. pil. Edward Paterek (CWL Nr 1 Dęblin, † 27 III 1941) plut. pil. Jan Palak plut. pil. Antoni Siudak († 6 X 1940) kpr. pil. Andrzej Niewiara (114 em, † 9 VIII 1941) kpr. pil. Ernest Watolski kpr. pil. Jerzy Zieliński (114 em, † 26 V 1942) |

W nawiasach podano przydział służbowy pilota we wrześniu 1939 oraz datę jego śmierci.
- em – eskadra myśliwska
- esk. trening. 3 plot. – Eskadra Treningowa 3 Pułku Lotniczego w Poznaniu
- CWL Nr 1 – Centrum Wyszkolenia Lotnictwa Nr 1 w Dęblinie
- SPL – Szkoła Podchorążych Lotnictwa w Dęblinie
- SPM – Szkoła Pilotażu Myśliwskiego w Ułężu